# Епархия Ваца
Епархия Ваца (венг. Váci Egyházmegye, лат. Dioecesis Vaciensis) — католическая епархия латинского обряда в Венгрии с центром в городе Вац. Входит в состав митрополии Эгера.
Епархия Ваца относится к числу исторических епархий, основана в XI веке в период христианизации Венгрии. По церковной традиции первыми епископами Ваца были Климент, Лазарь и Аарон. В 1514 году Вац был взят турками, епископская кафедра в городе перестала существовать, вновь основана в 1700 году.
По данным на 2004 год в епархии насчитывалось 640 000 католиков (57,3 % населения), 221 священник и 225 приходов. Кафедральным собором епархии является городской собор Святой Анны в Ваце, ещё два собора в городах Матраверебей (медье Ноград) и Гёдёллё. С 2019 года епархию возглавляет епископ Жолт Мартон (венг. Marton Zsolt).